# توكه (نهر)

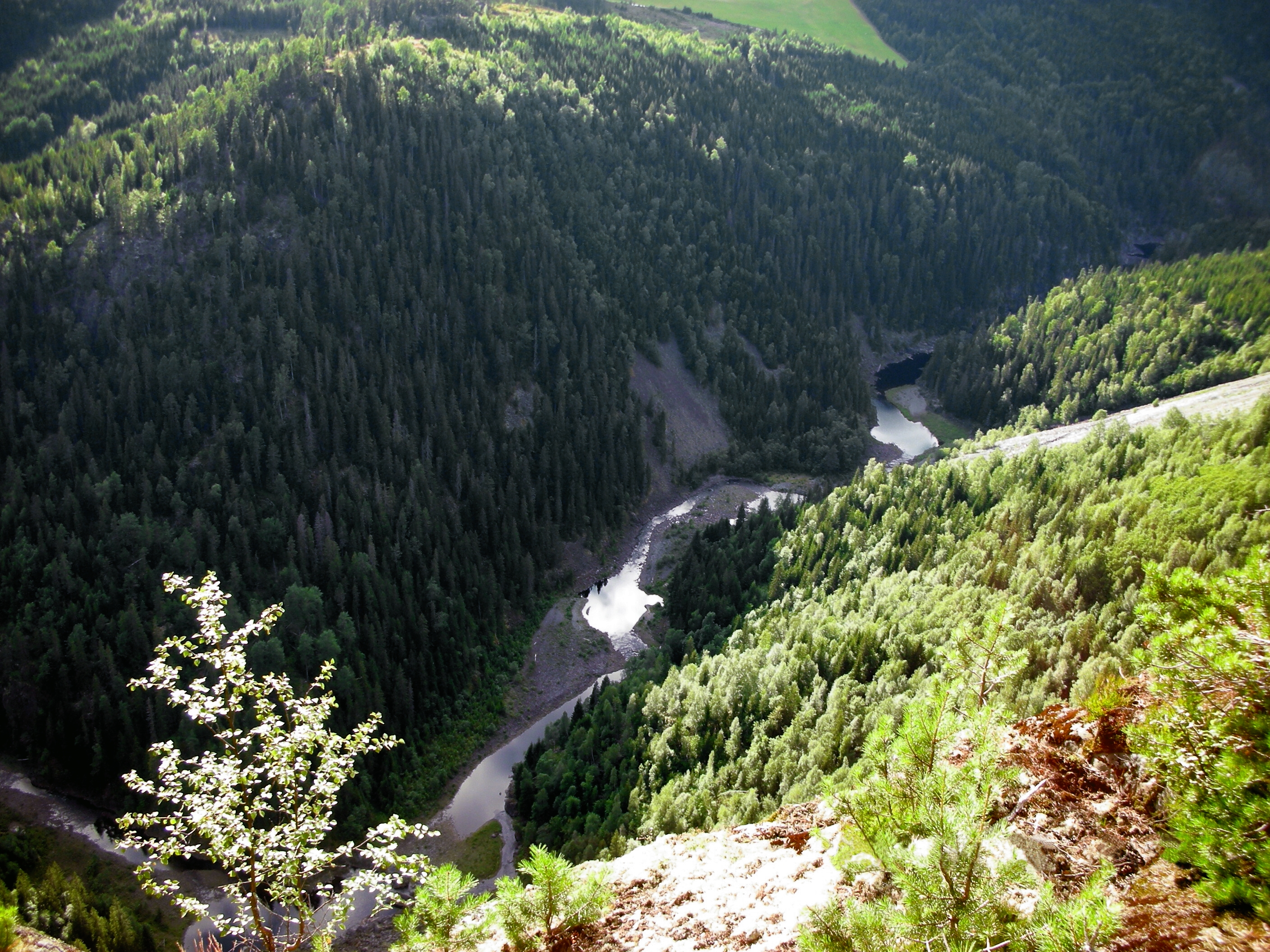
نهر توكه

نهر توكه هو نهر في تلمارك، النرويج. ويمر من خلال البلديات فينيه وتوكه، وبين البحيرات توتاك وبانداك. تم تنظيم نظام نهر توكه بين عامي 1959 و 1979، مع سبع محطات الطاقة الكهرومائية بقدرة مركبة مجمعة من 976 ميغاواط.